# Мамба на Джеймсън
Мамба на Джеймсън (Dendroaspis jamesoni) е вид голяма отровна змия от семейство Аспидови (на латински: Elapidae).

## Физически характеристики
На дължина достига 2 – 2,5 m, рядко до 3,5 m. Цветът и най-често е тъмно зелен, но се срещат и жълти, жълто-зелени, светло зелени екземпляри. Корема и опашката са жълтеникави. Люспите на главата, гърба и опашката имат черен кант, който образува своеобразна окраска. Отровните зъби са предни, малки. Отровата е невротоксична.
Често я бъркат с бумсланг, източната и западната зелени мамби, които застъпват ареалите си с нейния.

## Разпространение и местообитание
От всички видове мамби, мамбата на Джеймсън е с най-обширен ареал. Среща се от Гвинея на запад до Судан и Етиопия на изток, от Сахара на север до Ангола, Замбия и Зимбабве на юг. Въпреки че се води дървесна змия, живее и в саваната. Намирана е на голяма надморска височина (в Кения, на 3000 m). Урбанизирана – аклиматизирала се е в много африкански градове и градски паркове.

## Начин на живот
Изключително нервна и агресивна змия, която нерядко напада без да бъде предизвикана. Ухапванията от нея са повече отколкото от всички други видове мамби взети заедно. Храни се с малки бозайници, жаби, гущери, птици и техните яйца.